# ハリエニシダ

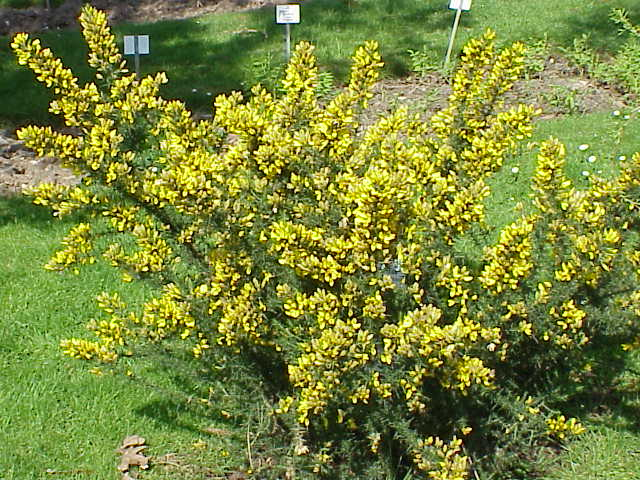
ハリエニシダ Ulex europaeus

ハリエニシダ（針金雀児; Ulex europaeus）は、マメ科マメ亜科ハリエニシダ属に分類される植物の一種。西ヨーロッパ・イタリア原産であるが、広く移入され、日本にも外来種として定着している。

リンネの『植物の種』(1753年) で記載された植物の一つである。

## 名称
ハリエニシダという和名は、比較的近縁といわれるエニシダに似ており、針のような棘があることから名付けられている。英語の一般名はゴース (gorse) であるが、ファーズ (furze) とも呼ばれる。
属名の Ulex は、ラテン語の古名「ulex（棘のある常緑の低木）」により、種小名の europaeus は「ヨーロッパの」の意である。

## 分布
西ヨーロッパからイタリアが原産地となる。
また、スペイン、ポーランド、オーストラリア、ニュージーランド、アメリカ、カナダ、コスタリカ、ペルー、ウルグアイ、日本、中国、インドネシア、スリランカなど世界各地に移入分布している。イギリスでは主として西部に分布しており、その土地ではゴースと呼ばれるのに対し、東部に分布する Ulex minor はファーズと呼ばれる。

## 特徴

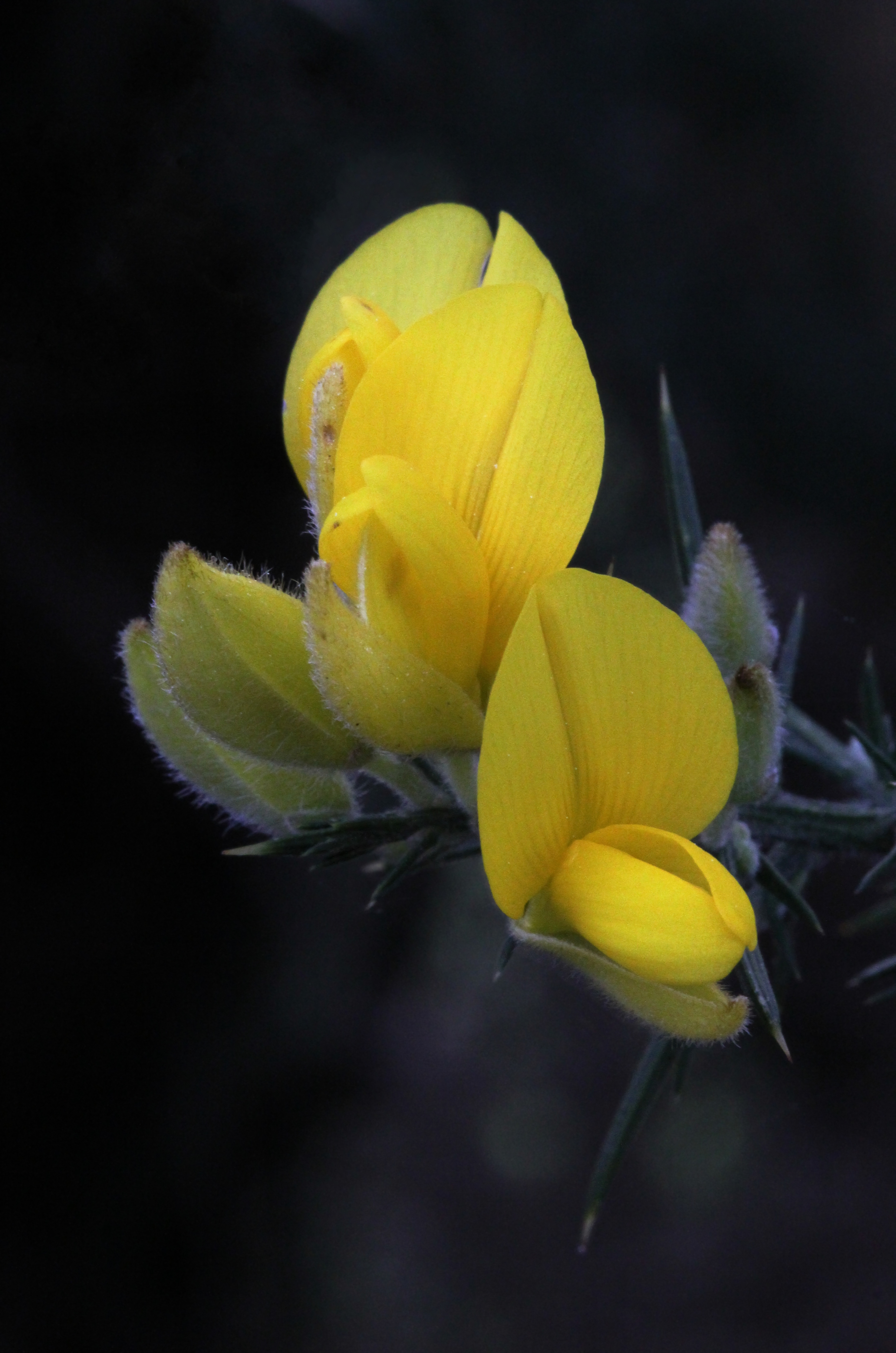
枝先につく黄色い花
（ニュージーランド）

高さ1.0-2.5mほどの常緑低木。枝には緑色のするどい刺があり、幼時には3-5小葉を持つが、生長により葉も刺と化している。花期は初春と秋で、2.0-2.5cmの蝶形となる黄色い花を咲かせる。種子はアリによって運ばれる。
牧草地、低木林、樹園地、海岸、荒地、水路、湿地などの日当たりのよい場所に生育する。

## 外来種
繁殖力の強さと駆除の難しさから、2000年に IUCN （国際自然保護連合）種の保存委員会 (Species Survival Commission: SSC) が世界の侵略的外来種ワースト100に選定している。また、日本では外来生物法によって要注意外来生物に指定されている。
牧草地に侵入すると長い刺によって家畜が傷つけられてしまう。刺があるため手作業で抜き取るのは困難である。こうした刺の存在が、本種が侵略的な外来種といわれる理由のひとつでもある。火入れや除草剤による駆除も試行されているが、埋土種子や根からの繁殖力が非常に高いため、簡単には根絶できない。ヤギを用いた天敵導入が有効であるが、ヤギ自体が侵略的な外来種ともなりうるため、扱いには注意を要する。

### オーストラリア
オーストラリアでは、放牧用の垣根に利用する目的で導入したものが野生化した。

### 日本
日本では観賞用に導入され、1886年に東京の小石川植物園で栽培されていた記録がある。最初の野外への定着は、1950年の横浜市に認められ、今では本州（神奈川県・和歌山県・島根県）や四国に拡大している。

## 文化
ハリエニシダは、イギリスの昔話の『三匹の子豚』The Three Little Pigs に描写されており、二番目の子豚が建てた家はハリエニシダ (furze) で作られている（木の家〈wood house〉とするものもある）。また、児童文学の『クマのプーさん』Winnie-the-Pooh (1926) では、蜂蜜を取ろうと登った木の枝が折れ、ハリエニシダの灌木 (gorse-bush) に落ちて棘だらけになる場面が描かれている。